# Дымарский, Наум Александрович
Наум Александрович Дымарский (31 августа 1921, Харьков — 18 июня 2007, Москва) — советский и российский спортивный журналист и функционер. Президент Федерации шашек СССР в 1970—1980-х годах.

## Биография
Вырос в театральной семье (отец — театральный администратор). Начал карьеру журналиста в журнале «Советский Киев», где вёл шахматную рубрику. Работал завлитом в Киевском театре драмы имени И. Франко, занимался театральной критикой. Став журналистом, был собственным корреспондентом «Комсомольской правды» в Узбекистане и по западным областям Украины (г. Львов). Вернувшись в Москву, работал в «Литературной газете», откуда был уволен после доноса и исключения из КПСС. В качестве нештатника вел шахматные репортажи по радио. С 1954 года — штатный сотрудник Иновещания Радиокомитета. С 1960 года — тележурналист Гостелерадио, заместитель главного редактора спортивной редакции. Ученик известного радиокомментатора Вадима Синявского. На Всесоюзном радио вёл «Спортивный дневник». Начиная с 1972 года комментировал соревнования Олимпийских игр. С 1948 по 1992 вёл репортажи со всех соревнований на звание чемпиона мира по шахматам и других крупнейших шахматных турниров.
Снимался в нескольких художественных фильмах («Война и мир», «Чудо с косичками» и так далее). Пробовался С. Ф. Бондарчуком на роль Наполеона в фильме «Война и мир».
В конце 1980-х годов вместе со многими кинозвёздами участвовал в программе «Товарищ кино».
В 1994—2002 жил в Нью-Йорке, работал на русскоязычном канале ТВ, писал статьи по спортивной тематике в русскоязычных газетах Нью-Йорка: «Новое русское слово», «Русский базар», «Еврейский мир» и других. После возвращения в Москву сотрудничал с «Российской газетой».
Скончался на 86-м году жизни 18 июня 2007 года после непродолжительной болезни. Похоронен на Донском кладбище.
Жена — Дымарская Фрида Владимировна (1.10.1920 — 15.12.2003)
Сын — Дымарский, Виталий Наумович, известный журналист, ведущий на радиостанции «Эхо Москвы». С 2011 года — главный редактор исторического журнала «Дилетант». Профессор МГИМО и ВШЭ.

## Книги
- У микрофона: Репортаж о жизни. — М.: Российская газета, 2013.